# 弥富通
弥富通（やとみどおり）は、愛知県名古屋市瑞穂区の地名。現行行政地名は弥富通1丁目から弥富通5丁目。住居表示未実施地域。

## 地理
名古屋市瑞穂区南東部に位置する。東は天白区、西は洲山町に接する。

## 歴史

### 地名の由来
弥富町の一部から成立したことに由来する。

### 沿革
- 1952年（昭和27年）
  - 4月10日 - 瑞穂区弥富町字北田・薬子・平子・池下・大根下・白砂前・浅岡・輪ノ内・下八事・兼松の各一部を3〜5丁目に編入する[1]。
  - 9月1日 - 瑞穂区弥富町字市ノ正・片坂・西流・釜塚・中新田・東市ノ正・廻間・丸根の各一部により、同区弥富通1〜3丁目として成立[1]。

## 世帯数と人口
2019年（平成31年）3月1日現在の世帯数と人口は以下の通りである。
| 町丁   | 世帯数    | 人口    |
| ------ | --------- | ------- |
| 弥富通 | 1,371世帯 | 2,663人 |

### 人口の変遷
国勢調査による人口の推移
| 1955年（昭和30年） | 491人   | [ 4 ]     |  |
| 1960年（昭和35年） | 869人   | [ 5 ]     |  |
| 1965年（昭和40年） | 1,434人 | [ 5 ]     |  |
| 1970年（昭和45年） | 1,618人 | [ 6 ]     |  |
| 1975年（昭和50年） | 1,615人 | [ 6 ]     |  |
| 1980年（昭和55年） | 1,544人 | [ 7 ]     |  |
| 1985年（昭和60年） | 1,564人 | [ 7 ]     |  |
| 1990年（平成2年）  | 1,836人 | [ 8 ]     |  |
| 1995年（平成7年）  | 1,876人 | [ 9 ]     |  |
| 2000年（平成12年） | 2,227人 | [ WEB 6 ] |  |
| 2005年（平成17年） | 2,294人 | [ WEB 7 ] |  |
| 2010年（平成22年） | 2,480人 | [ WEB 8 ] |  |
| 2015年（平成27年） | 2,667人 | [ WEB 9 ] |  |

## 学区
市立小・中学校に通う場合、学校等は以下の通りとなる。また、公立高等学校に通う場合の学区は以下の通りとなる。なお、小学校は学校選択制度を導入しておらず、番毎で各学校に指定されている。
| 丁目        | 小学校                                    | 中学校               | 高等学校 |
| ----------- | ----------------------------------------- | -------------------- | -------- |
| 弥富通1丁目 | 名古屋市立弥富小学校                      | 名古屋市立萩山中学校 | 尾張学区 |
| 弥富通2丁目 | 名古屋市立弥富小学校 名古屋市立中根小学校 | 名古屋市立萩山中学校 | 尾張学区 |
| 弥富通3丁目 | 名古屋市立弥富小学校 名古屋市立中根小学校 | 名古屋市立萩山中学校 | 尾張学区 |
| 弥富通4丁目 | 名古屋市立弥富小学校 名古屋市立中根小学校 | 名古屋市立萩山中学校 | 尾張学区 |
| 弥富通5丁目 | 名古屋市立弥富小学校 名古屋市立中根小学校 | 名古屋市立萩山中学校 | 尾張学区 |

## 交通
- 愛知県道221号岩崎名古屋線[2]

## 施設
- 名古屋弥富郵便局[2]
- 弥富交番[2]
- 真宗大谷派大泉寺[2]
- 名古屋中根郵便局[2]
- 愛知県立昭和高等学校グラウンド[2]
- 岡崎信用金庫瑞穂支店

1974年（昭和49年）3月26日開設。
- 大泉寺

## その他

### 日本郵便
- 郵便番号 : 467-0064[WEB 3]（集配局：瑞穂郵便局[WEB 12]）。

### WEB
1. ↑  “愛知県名古屋市瑞穂区の町丁・字一覧”.   人口統計ラボ. 2019年3月21日閲覧。
2. 1 2  “町・丁目(大字)別、年齢(10歳階級)別公簿人口(全市・区別)”.   名古屋市 (2019年3月20日). 2019年3月21日閲覧。
3. 1 2  “郵便番号”.  日本郵便. 2019年3月17日閲覧。
4. ↑  “市外局番の一覧”.   総務省. 2019年1月6日閲覧。
5. ↑  名古屋市役所市民経済局地域振興部住民課町名表示係 (2015年2月10日). “瑞穂区の町名一覧”.   名古屋市. 2015年10月8日閲覧。
6. ↑  名古屋市役所総務局企画部統計課統計係 (2005年7月1日). “（刊行物）名古屋の町(大字)・丁目別人口 (平成12年国勢調査) (8)瑞穂区(第1表から第3表)” (XLS). 2015年10月15日閲覧。
7. ↑  名古屋市役所総務局企画部統計課統計係 (2007年6月27日). “（刊行物）名古屋の町(大字)・丁目別人口 (平成17年国勢調査) (8)瑞穂区(第1表から第3表）” (XLS). 2015年10月15日閲覧。
8. ↑  名古屋市役所総務局企画部統計課統計係 (2012年4月22日). “（刊行物）名古屋の町(大字)・丁目別人口 (平成22年国勢調査) (8)瑞穂区(第1表から第3表）” (XLS). 2019年3月20日閲覧。
9. ↑  名古屋市役所総務局企画部統計課統計係. “（刊行物）名古屋の町(大字)・丁目別人口 (平成27年国勢調査) (8)瑞穂区(第1表から第3表）” (XLS). 2019年3月20日閲覧。
10. ↑  “市立小・中学校の通学区域一覧”.   名古屋市 (2018年11月10日). 2019年1月14日閲覧。
11. ↑  “平成29年度以降の愛知県公立高等学校（全日制課程）入学者選抜における通学区域並びに群及びグループ分け案について”.   愛知県教育委員会 (2015年2月16日). 2019年1月14日閲覧。
12. ↑  “郵便番号簿 平成29年度版” (PDF).   日本郵便. 2019年3月21日閲覧。

### 書籍
1. 1 2 3  瑞穂区制施行50周年記念事業実行委員会 1994, p. 616.
2. 1 2 3 4 5 6 7 8  「角川日本地名大辞典」編纂委員会 1989, p. 1522.
3. ↑  名古屋市計画局 1992, p. 404.
4. ↑  名古屋市総務局企画室統計課 1957, p. 84.
5. 1 2  名古屋市総務局企画部統計課 1967, p. 79.
6. 1 2  名古屋市総務局統計課 1977, p. 53.
7. 1 2  名古屋市総務局統計課 1986, p. 75.
8. ↑  名古屋市総務局企画部統計課 1991, p. 46.
9. ↑  名古屋市総務局企画部統計課 1996, p. 114.
10. ↑  岡崎信用金庫五十年史編纂委員会 1976, p. 579.

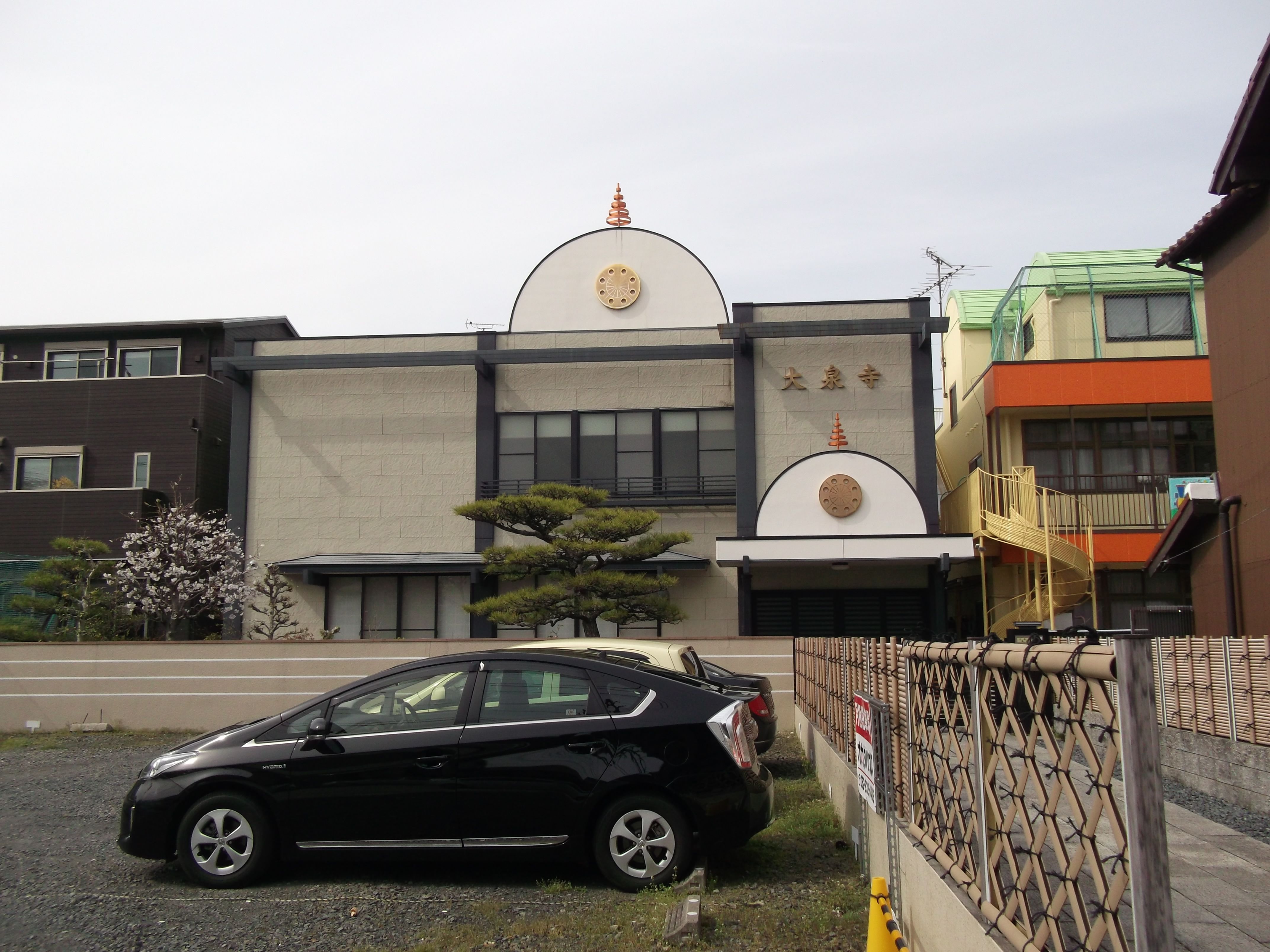
大泉寺

### 統計資料
- 名古屋市総務局企画室統計課 編『昭和31年版 名古屋市統計年鑑』名古屋市、1957年。
- 名古屋市総務局企画部統計課 編『昭和41年版 名古屋市統計年鑑』名古屋市、1967年。
- 名古屋市総務局統計課 編『昭和51年版 名古屋市統計年鑑』名古屋市、1977年。
- 名古屋市総務局統計課 編『昭和60年国勢調査 名古屋の町・丁目別人口（昭和60年10月1日現在）』名古屋市役所、1986年。
- 名古屋市総務局企画部統計課 編『平成2年国勢調査 名古屋の町（大字）別・年齢別人口（平成2年10月1日現在）』名古屋市役所、1994年。
- 名古屋市総務局企画部統計課 編『平成7年国勢調査 名古屋の町（大字）・丁目別人口（平成7年10月1日現在）』名古屋市役所、1996年。